# Kappl
Kappl is een gemeente in het district Landeck in de Oostenrijkse deelstaat Tirol.
Kappl is het tweede dorp in het Paznauntal en met 2586 inwoners (2001) is het qua inwoneraantal tevens de grootste plaats in dit dal. Het dorp ligt op een hoogte van 1258 meter, op een terras (de Kappler Berg genoemd) boven de rivier Trisanna en aan de voet van de Hohe Riffler (3168 m).
Tot de gemeente behoren de kernen Angerhof, Ahli, Althof, Au, Larchi, Bach, Bachle, Ballestadele, Bild, Brandau, Dengenvolk, Diasbach, Egg, Egger Weg, Gasse, Grubegg, Grüble, Höfen, Höfer Au, Hof, Hofstatt, Holdernach, Holdernacher Au, Kappl, Klasen, Larchi, Lochau, Lochmühl, Mahren, Mühlele, Nebenau, Nederle, Niedergut, Niederhof, Oberbichl, Oberhaus, Obermahren, Obermühl, Perpat, Pirchegg, Pitzein, Platti, Plattwies, Schmiedsegg, Schönwies, Seichle, Siedlung Holdernach, Sinsen, Sinsner Au, Stadlen, Städlen, Steinau, Stiegenwahl, Tschatscha, Turnetshaus, Ulmich, Unterbichl, Unterholdernach, Untermühl, Wegscheid, Wiese, Außeregg, Außerlangesthei, Flung, Gufl, Inneregg, Innerlangesthei, Schrofen, Stockach u. Unteregg; Fraktion See: Falgenair, Frödenegg, Haslen, Gande, Gföll, Glitt, Glittstein, Kälberanger, Kohlgreit, Lahngang, Moos, Oberfrödenegg, Pattrich, Rauth, Schaller, Seiche, Seßlebene, Sommerstadlen, Staudenmühl, Wald.

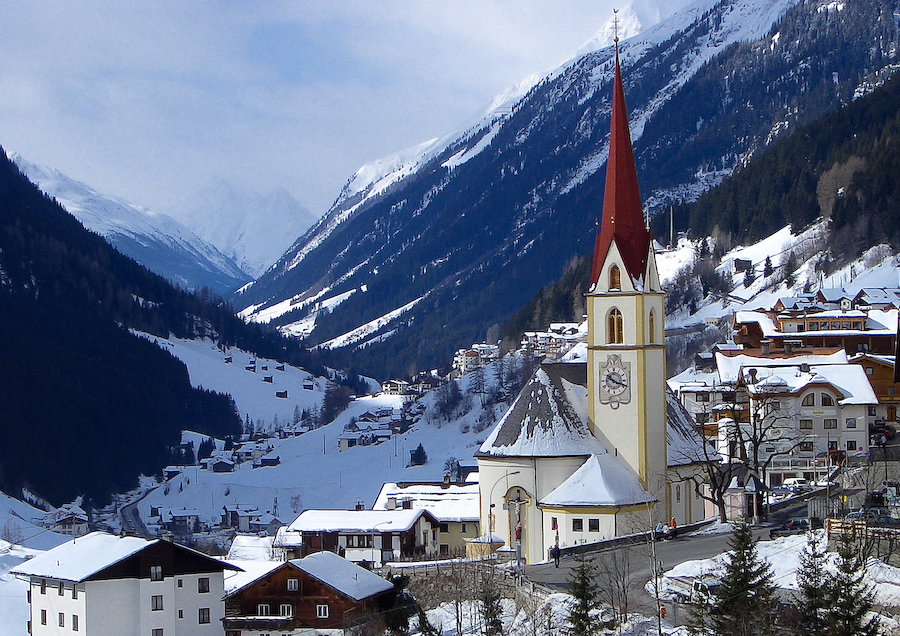
Heilige Antoniuskerk in Kappl

Faggen · Fendels · Fiss · Fließ · Flirsch · Galtür · Grins · Ischgl · Kappl · Kaunerberg · Kaunertal · Kauns · Ladis · Landeck · Nauders · Pettneu am Arlberg · Pfunds · Pians · Prutz · Ried im Oberinntal · Sankt Anton am Arlberg · Schönwies · See · Serfaus · Spiss · Stanz bei Landeck · Strengen · Tobadill · Tösens  · Zams
- Gemeinsame Normdatei: 4632037-4
- Virtual International Authority File: 242743264